# Hamburger Trümmermorde
Die sogenannten Hamburger Trümmermorde sind eine ungelöste Mordserie im Winter 1947. Sie ereigneten sich im Hamburg der Nachkriegszeit.

## Leichenfunde
Insgesamt wurden vier Opfer gefunden:
- 20. Januar 1947: In einem verlassenen Fabrikgrundstück an der Baustraße (heute: Hinrichsenstraße) wurde die Leiche einer jungen Frau (ca. 18 bis 20 Jahre alt) von spielenden Kindern gefunden. Eine millimeterbreite Vertrocknungsspur am Hals der Toten deutete darauf hin, dass sie mit einer Schnur stranguliert wurde.[1]
- 25. Januar 1947: Hamburg-Eimsbüttel: An der Lappenbergsallee, auf Höhe des Hauses Nr. 2, lag die Leiche eines unbekleideten Mannes im Alter von etwa 65 bis 70 Jahren. Gerichtsmediziner vermuteten die Todeszeit im Zeitraum zwischen dem 23. und 25. Januar 1947. Gefunden wurde der Tote von Schrottsammlern auf einem Ruinengrundstück.
- 1. Februar 1947: Im Aufzugsschacht eines zerbombten Hauses einer ehemaligen Matratzenfabrik an der Billstraße, Nähe Billekanal, lag ein totes Mädchen; sechs bis acht Jahre alt, nackt, erdrosselt.
- 12. Februar 1947: In der Anckelmannstraße, in Hamburg-Hammerbrook, fand man die vierte Leiche der Mordserie; eine Frau, etwa 30 bis 35 Jahre alt, nackt und ebenfalls erdrosselt.

Die Identität der Toten wurde nie geklärt. Alle Opfer waren ausgeraubt, unbekleidet und wurden erdrosselt. Eine weitere Gemeinsamkeit der Ermordeten war ihr gepflegter Allgemeinzustand. Einige Umstände deuteten darauf hin, dass Habgier das Motiv gewesen sein könnte. Die Leichenfunde ereigneten sich in Abständen von etwa sieben Tagen. Tatausführung und Fundumstände waren gleich. Der Fundort entsprach jedoch nicht dem Tatort. Zeichen eines Kampfes wurden in keinem der Fälle entdeckt. Auf spitzen Trümmersteinen konnten die Ermittler Schleifspuren ausmachen. Der Täter wurde nie gefasst.

## Ermittlungsarbeiten
Die polizeilichen Ermittlungen wurden von Oberkommissar Ingwersen geleitet. Die Polizei Hamburg warnte die Bevölkerung davor, sich von Unbekannten in Obdachlosenasylen und Wartesälen ansprechen zu lassen. Auch die Mitnahme durch Autofahrer sei gefährlich.
Von den Opfern war keines als vermisst gemeldet. Auch die Personalie des kleinen, etwa achtjährigen Mädchens konnte nicht geklärt werden. Man nahm an, dass es sich bei den getöteten Personen um Durchreisende handelte, die in Hamburg Zwischenstation machten.
Für Hinweise, die zur Ergreifung des Täters führen könnten, wurde eine Belohnung in Höhe von 5.000 RM und eintausend Zigaretten ausgesetzt. Nach einiger Zeit wurde die Belohnung auf 10.000 RM erhöht. Die Polizei riet der Bevölkerung, „auf der Straßenmitte zu gehen, um nicht aus einem Kellerloch angesprungen zu werden.“ Nach dem Täter wurde mit 50.000 Plakaten in allen vier Besatzungszonen gefahndet.
Eine Anfrage an die Berufsvereinigungen der Zahnärzte und Dentisten nach der Zahnprothese eines der Opfer brachte ebenfalls keine Spur.
Standesämter wurden zur Herausgabe von Sterbeurkunden aufgefordert. Eine Theorie suchte das Motiv des Täters darin, ein Erbschleicher zu sein, welcher eine komplette Familie ermordet hatte, um in den Besitz des Erbes zu gelangen. Insgesamt wurden 1.000 Personen befragt, die polizeilich nicht gemeldet waren. An Ausgabestellen für Lebensmittelkarten wurde gezielt nach Personen gefragt (auch Displaced Persons), welche ihre Karte in letzter Zeit nicht abgeholt hatten. Gefahndet wurde in Bahnhofswartesälen, Gaststätten und Bunkern, welche ausgebombten Personen als Asyl dienten.
Kriminalrat Hans Lühr, Chef der „Inspektion Tötungsdelikte“ und einer der renommiertesten Experten in diesem Fach, vermutete, dass es sich beim Täter um eine Einzelperson handeln muss. Auch hielt er die vier Opfer für Familienmitglieder und den Täter für das „fünfte Glied in der Kette“.
Eine Zimmervermieterin sagte aus, dass das männliche Opfer ihr Mieter gewesen sein könnte. Diese Spur führte in die Irre, denn der verschwundene Mann meldete sich später bei seiner Vermieterin.
Der Fall des Hamburger Trümmermörders wies gewisse Parallelen zum Serientäter Rudolf Pleil auf, welcher aus Habgier und sexuellen Motiven im Zonenrandgebiet zwölf oder mehr überwiegend weibliche Personen tötete. Pleil wurde an den Tatort in der Nähe des Berliner Tors gebracht, gab jedoch glaubhaft zu verstehen, dass er in diesem Fall nicht der „Totmacher“ gewesen sei. Auch eine Verbindung zu einer Mordreihe an Taxifahrern, die sich zur gleichen Zeit in Hamburg ereignete, konnte nicht hergestellt werden. In der Statistik wurden in den Jahren von 1946 bis 1964 268 von insgesamt 320 Mordfällen durch die Hamburger Polizei aufgeklärt. Der Fall des „Trümmermörders“ gehörte nicht dazu.
Die Ermittlungsakten sind im Hamburger Staatsarchiv zugänglich.

## Pressemeldungen
„In St. Georg wurde am Montag Nachmittag im Trümmergelände eines Industriegrundstückes an der Baustraße die nackte Leiche eines jungen Mädchens gefunden. Nach Ansicht der Mordkommission muss die Frau in der Nacht zum Montag erdrosselt und in die Trümmer geworfen worden sein. Es handelt sich um eine schlanke, mittelblonde, gepflegte Frau mit halblangem Haar, blauen Augen und vollständigen Zähnen, die eine Blinddarmoperation durchgemacht hat. Die Hamburger Polizei bittet, sofort die nächste Dienststelle zu benachrichtigen, falls irgendwo ein junges Mädchen der beschriebenen Art vermisst wird.Polizei Hamburg, Hamburg, den 21. Januar 1947, Mädchenmord in St. Georg, Wer kennt die Tote?“

Oberkommissar Ingwersen äußerte sich zum Stand der Ermittlungen wie folgt:

„Überall ‚filzen‘ Kriminalbeamte Schwarzhändler, durchsuchen Tauschläden und An- und Verkaufsgeschäfte und beschatten auf den Bahnhöfen Durchreisende. Jedes Angebot von Wäsche, Kleidern, Pelzmänteln und Schuhen wird von unseren Leuten sorgfältig geprüft; allerdings wissen wir ja nicht einmal genau, womit die Opfer bekleidet waren. Ist das kleine Mädchen vielleicht die Tochter einer der beiden ermordeten Frauen gewesen und der alte Mann ihr Großvater oder der Vater der beiden Frauen oder einer von ihnen...?“

## Literarische Verarbeitung
Der Stoff des ungelösten Kriminalfalles wurde von Cay Rademacher in seinem Roman Der Trümmermörder verarbeitet. Rademacher beschreibt die Ermittlungsarbeit des Oberinspektors Frank Stave, welcher mit dem Fall betraut wird. 2016 erschien der Roman Trümmerkind von Mechtild Borrmann, der an die Trümmermorde anknüpft und eine fiktive Geschichte der Opfer als Familie enthält.